# Шива
Шива (санскрит: शिव Śiva, бенгали: শিব, телугу: శివుడు) или Велико божанство (Mahadeva) је једно од три највиша божанства у Индији, уз Браму и Вишну, представља свето тројство (Тримурти) у хиндуизму. Шива је некад представљена као мушко, некад као женско божанство, и може узети разне форме. Првобитно божанство ватре, као оживитељице и уништитељке васељене. Представља се са два лица, од којих једно означава плодност, а друго милост. Симболи Шиве су бик Нанди, као и фалус Линга. У лику Шиве се изражава двовалентност времена - она наизменично ствара и уништава, производи светове и реапсорбују их у вечном збивању, које ће иконографија представити плесним покретом: Шива у руци држи бубањ којим изазива представу о звуку, симболу стварања, а у другој има пламен, ватру која на крају сваког раздобља уништава свемир. Велика мајка је бела и црна, Дурга и Кали, живот и смрт, а смењивањем ове две фазе обезбеђена је трајност. Мантра у славу Шиве гласи Ом Нама Шиваја (Aum Namah Śivāya, деванагаријем: ॐ नमः शिवाय). По њему је назван Шивизам.
Шива је познат као Разарач унутар Тримуртија, хиндуистичког тројства које такође укључује Брахму и Вишнуа. У шаивској традицији, Шива је Узвишени Господ који ствара, штити и трансформише универзум. У шактистичкој традицији оријентисаној на богињу, врховна богиња (Деви) се сматра енергијом и креативном моћи (Шакти) и равноправним комплементарним партнером Шиве. Шива је једно од пет еквивалентних божанстава у Панчајатана пуји хиндуистичке традиције Смарта.
Шива има много аспеката, добронамерних и застрашујућих. У добронамерним аспектима, он је приказан као свезнајући јоги који живи аскетским животом на планини Кајлаш, као и домаћин са својом женом Парвати и његово двоје деце, Ганешом и Картикејом. У својим жестоким аспектима, често је приказан како убија демоне. Шива је такође познат као Адијоги (први јоги), који се сматра богом заштитником јоге, медитације и уметности.
Шивини иконографски атрибути су змијски краљ Васуки око његовог врата, украшени полумесец, света река Ганг, која тече из његове замршене косе, треће око на челу (око које све испред себе претвара у пепео када се отвори), тришула или трозубац као његово оружје и дамару. Обично се обожава у аниконичном облику лингама.
Шива има пре-ведске корене, а лик Шиве је еволуирао као спој различитих старијих неведских и ведских божанстава, укључујући ригведског бога олује Рудру који такође може имати неведско порекло, у једно главно божанство. Шива је панхиндуско божанство, које Хиндуси широко поштују у Индији, Непалу, Бангладешу, Шри Ланки и Индонезији (нарочито на Јави и Балију).